# Ancharius (gènere)
Ancharius és un gènere de peixos pertanyent a la família dels ancàrids. Es troba a Madagascar: Ancharius fuscus està àmpliament distribuït al llarg dels rius de l'est de Madagascar, mentre que Ancharius griseus viu a la conca del riu Onilahy a l'oest de l'illa.
Ancharius fuscus assoleix els 30 cm de llargària total, mentre que Ancharius griseus en fa 24,4.

## Taxonomia
- Ancharius fuscus (Steindachner, 1880)[5]
- Ancharius griseus (Ng & Sparks, 2005)[6][7][8][9]